# Pudost (stacja kolejowa)
Pudost (ros. Пудость) – stacja kolejowa w miejscowości Pudost, w rejonie gatczyńskim, w obwodzie leningradzkim, w Rosji. Położona jest na linii Petersburg - Iwangorod.

## Historia
W XIX w. powstał tu przystanek kolejowy. Później rozbudowany do stacji.